# فهد الخمستی
فهد الخمستی (انگلیسی: Fahd El Khoumisti؛ زادهٔ ۱ ژوئن ۱۹۹۳) بازیکن فوتبال اهل فرانسه است.